# Hemizygia
Hemizygia  é um gênero botânico da família Lamiaceae

## Espécies
Composto por 50 espécies:
Hemizygia albiflora Hemizygia bolusii Hemizygia bracteosa
Hemizygia canescens Hemizygia chevalieri Hemizygia cinerea
Hemizygia comosa Hemizygia cooperi Hemizygia dinteri
Hemizygia elliottii Hemizygia fischeri Hemizygia floccosa
Hemizygia foliosa Hemizygia galpiniana Hemizygia gerrardi
Hemizygia hoepfneri Hemizygia humilis Hemizygia incana
Hemizygia junodi Hemizygia labellifolia Hemizygia latidens
Hemizygia laurentii Hemizygia linearis Hemizygia macrophylla
Hemizygia madagascariensis Hemizygia modesta Hemizygia mossiana
Hemizygia nigritiana Hemizygia obermeyerae Hemizygia ocimoides
Hemizygia oritrephes Hemizygia ornata Hemizygia parvifolia
Hemizygia persimilis Hemizygia petiolata Hemizygia petrensis
Hemizygia pretoriae Hemizygia punctata Hemizygia ramosa
Hemizygia rehmannii Hemizygia rugosifolia Hemizygia serrata
Hemizygia stalmansii Hemizygia stenophylla Hemizygia subvelutina
Hemizygia teucriifolia Hemizygia thorncroftii Hemizygia transvaalensis
Hemizygia tuberosa Hemizygia welwitschii